# Debrunner Koenig Holding
Debrunner Koenig AG con sede a San Gallo è un'azienda svizzera di commercio all'ingrosso che opera nei settori armature, acciaio e metalli, Metall Service e prodotti tecnici per i clienti dell'edilizia, dell'industria e dell'artigianato. Il gruppo impiega 1’429 persone e nel 2020 ha generato un fatturato di 981 milioni di franchi svizzeri. L'azienda è stata fondata nel 1988 a seguito della fusione del gruppo sangallese Debrunner, che vanta una lunga tradizione risalente al 1755, con il Gruppo Koenig. Dal 1997 fa parte del gruppo tedesco Klöckner & Co.

## Ambito di attività
Il Gruppo, che comprende i quattro settori commerciali Armature, Acciaio & metalli, Metal Service e Prodotti tecnici, è costituito dalle società Debrunner Acifer, Debrunner Acifer Bewehrungen, Metal Service Menziken e Bewetec.
Il settore commerciale Armature comprende tutti gli acciai d'armatura, selezionati prodotti per la tecnica d'armatura e accessori. Il settore commerciale Acciaio & metalli fornisce al gruppo acciaio in forma di putrelle, profilati, lamiere e metalli e offre vari servizi di lavorazione. Con i suoi eccellenti centri di servizio per l'acciaio, l'alluminio e il metallo la divisione Metal Service è un importante riferimento per l'industria meccanica svizzera. Il terzo settore commerciale, Prodotti tecnici, soddisfa le richieste del mercato per quanto concerne gli articoli per l'edilizia, l'industria e l'artigianato: sottostrutture, articoli per l'approvvigionamento idrico e l'impiantistica, tecnica di fissaggio, utensili, macchinari e sicurezza sul lavoro.

## Storia
Le origini del gruppo Debrunner Koenig risalgono al 1755, data di fondazione della ditta sangallese Hochreutiner'sche Eisenhandlung. L'attività fu gestita per quattro generazioni dalla famiglia Hochreutiner.
Nel 1862, con l'interruzione della discendenza diretta, fu Theodor Scherrer ad assumere la direzione. Il suo successore fu nel 1885 Jean Debrunner. Sotto la sua guida l'azienda si espanse e nel 1911 la ragione sociale venne cambiata in Debrunner & Cie. Gli anni della guerra e del dopoguerra posero una repentina fine alla fiorente congiuntura trainata dall'industrializzazione.
Nel 1930 la società in accomandita semplice divenne una società per azioni. Le redini passarono alla generazione successiva, ovvero a Henri Debrunner e Max Scherrer, i figli dei due precedenti dirigenti. Allo scoppio della seconda guerra mondiale il commercio dell'acciaio e del ferro, che si stava timidamente riprendendo dopo anni di crisi, subì un nuovo contraccolpo.
Negli anni del dopoguerra e grazie alla forte ripresa economica che ne seguì, Debrunner fu in costante crescita per 40 anni e si espanse sull'intero territorio nazionale. Il 1988 è l'anno della fusione dei gruppi Debrunner e Koenig. La società per azioni Debrunner AG diventò una società controllata operativa. Nel 1996 acquisì il gruppo Acifer, da cui nacque Debrunner Acifer AG, e in seguito altre aziende presenti a livello regionale.
Alla fine del 2005 Debrunner Koenig Holding ha acquisito la divisione aziendale Metall Service della Alu Menziken Holding. Essa è stata integrata nel gruppo Debrunner Koenig come divisione metalli autonoma e oggi porta il nome di Metall Service Menziken AG.
Nel 2008 la società affiliata Koenig Verbindungstechnik AG, specializzata in tecnica d'assemblaggio, fissaggio e sistemi di chiusura, fu smembrata dalla Debrunner Koenig Holding con un'operazione di management buy out e venduta al fondo di private equity svizzero Capvis.
Alla fine del 2015 la ditta Koenig Feinstahl AG ha interrotto la sua attività per l'industria di lavorazione del metallo sospendendo i servizi di taglio, stoccaggio e distribuzione.